# Guando
Guando es el nombre dado por las culturas precolombinas en Colombia al conjunto de actividades realizadas durante los rituales funerarios. Se puede traducir libremente al español como funeral. Es una ceremonia que se lleva a cabo para despedir a una persona fallecida.

## Etimología
La palabra, de origen Quechua, significa llevar o cargar en una camilla.
Pedro José Ramírez Sendoya define Guando como: "Camilla rustica. En quechua. Llevar de pies y cabeza (Tascón. 309)."
"El guando es un medio para transportar cadáveres. Se asemeja a una especie de andamio o camilla hecha de bambú o guadua. La mortaja se confecciona con hojas de tallo o de bijao, amarradas con bejuco, o majagua." (Luis Alberto Camarena B)

## Ceremonia
El cadáver  se coloca en camilla rústica suspendido en alto entre dos mástiles que son accionados por medio de una cuerda con el fin de que al impulsar el guando se mesan este en los aires simulando un vuelo que simboliza la transformación que le coloca en las nubes, con  oposición a la tierra. Las libaciones constantes, los cantos de bundes que de acompañantes de la celebración, acaban en danzas que animan el ambiente, transformando el duelo en un regocijo saturado de embriaguez. 
En la casa del muerto se reúnen las gentes del lugar al llamado del bunde, canto denominado llamador" que en forma intermitente suena convocando amigos y deudos. Luego llegan las "lloranderas" llamadas por algún Mohán o hechicera popular, que provisto de un tizón humeante y de una escoba, barre e inciensa la casa mientras  reza la oraciones y hace ademanes de espantar a los espíritus malignos. Ataviado el cadáver es colocado en el féretro sobre una mesa o bien colgado en el columpio,  se acompaña el rito fúnebre con el bunde típico llamado "chigualo". Termina el acto con la sepultura y en una danza libre con  comida y bebida.

## Aspectos mitológicos
Esta palabra fue usada por los religiosos después de la conquista para crear el mito de un espanto conocido en Colombia y Centroamérica. Se dice que este es un ataúd para enterrar a los muertos, pero los espectros, ogros y almas en pena lo cargan y lo llevan por todos los campos o no... . La gente que lo ha visto cuenta que antes de que se aparezca se escucha entre los montes unos pollitos que luego rodean a uno y llega la andanza de estas ánimas.